# Cachalot Peak
Cachalot Peak är en bergstopp i Antarktis. Den ligger i Västantarktis. Argentina, Chile och Storbritannien gör anspråk på området. Toppen på Cachalot Peak är 1 040 meter över havet.
Terrängen runt Cachalot Peak är huvudsakligen kuperad. Trakten är obefolkad. Det finns inga samhällen i närheten.